# トゥバラル人
トゥバラル人（トゥバラルじん、北部アルタイ語: Тубалар、Туба、Туба-кижи;  ロシア語: Тубалары、черневые татары、тувинцы;  英語: Tubalars）とは、ロシア連邦アルタイ共和国およびアルタイ地方に居住するアルタイ人の一派である。

## 概要
トゥバラル人は、ロシアのアルタイ共和国北部およびアルタイ地方に居住しているアルタイ人の一派である農耕民族である。北アルタイ語のトゥバラル方言を話す。